# Sociale klasser i antikkens Rom
Sociale klasser i antikkens Rom var hierarkisk og bestod af flere overlappende sociale klasser. Et individs relative position indenfor én socialt klasse kunne være højere eller lavere end en anden, hvilket gjorde den sociale sammensætning i Rom kompleks.
Status for frie romere under den Romerske Republik blev fastlagt af følgende faktorer:
- Herkomst (patricier eller plebejer).
- Folketællingsrang (ordo) baseret på velstand og politiske privilegier, hvor senatorer og riddere (equites) stod over almindelige borgere.
- Køn.
- statsborgerskab (civitas), der fandtes i forskellige grader med varierende rettigheder og privilegier.

De forskellige sociale klasser i antikkens Rom havde forskellige rettigheder og privilegier. Dette omfattede blandt andet stemmeret, ægteskabsret, militærtjeneste m.m.

## Patriciere og plebejere
Traditionelt refererer patricier til medlemmer af overklassen, mens plebejer henviser til underklasse. En stigende økonomisk forskel førte til, at en lille gruppe familier samlede størstedelen af rigdommen i Rom. Dette banede vejen for oprettelsen af de to sociale klasser; patriciere og plebejer. Efter denne oprindelige opdeling baseret på økonomi, blev skellet mellem patriciere og plebejiske familier dog strengt arveligt. Det var herefter ens sociale status, der definerede hvilken klasse man tilhørte.
Efter en række politiske konflikter og reformer udgjorde plebejerne (almindelige borgere) flertallet af de romerske borgere. Selvom patriciere (overklassen) ofte fremstilles som rige og magtfulde familier, der formåede at sikre sig magten over de mindre heldige plebejerfamilier, var plebejere og patriciere blandt senatorklassen (den øverste politiske klasse) ofte lige velhavende. I takt med at borgerrettighederne for plebejerne blev udvidet i løbet af den mellemste og sene Romerske Republik, opnåede mange plebejerfamilier betydelig rigdom og magt. Samtidig var der traditionelt patricierfamilier, der gled ned i fattigdom og mistede deres status. Uanset hvor velhavende en plebejisk familie blev, var det umuligt for dem at blive en del af patricierklassen. Deres sociale status var fastlagt ved fødslen. I det andet århundrede f.Kr. var skellet mellem patriciere og plebejer i høj grad blevet udvisket, og de to klasser begyndte at smelte sammen til én.

### Patricier
Patricierne udgjorde overklassen i det tidlige romerske samfund. De kontrollerede det bedste land og besad størstedelen af pladserne i Senatet. Det var sjældent – om ikke umuligt – for en plebejer at være senator indtil 444 f.Kr. Udseendeligt adskilte patricierne sig fra plebejere. Patricierne bar nemlig farvede og ornamenterede sko kaldet calceus patricius. En vigtig social relation i antikkens Rom var clientela-systemet. Dette system byggede på et forhold mellem en patron og klient(er). Klienter udførte tjenester for deres patroner, og begge parter var bundet af et forretningsmæssigt bånd. Patricierne var typisk patronerne, og de havde ofte flere plebeiske klienter. Patroner ydede forskellige tjenester til deres klienter mod til gengæld at få støtte i krigstid. Dette system var en af de vigtigste faktorer, der bandt det romerske samfund sammen, mens det samtidig beskyttede patriciernes sociale privilegier. Clientela-systemet fortsatte helt ind i det sene romerske samfund og strakte sig således næsten over hele perioden for Romerriget. Patricierne kontrollerede desuden eksklusivt embedet som censor. Censorerne styrede folketællingen, udpegede senatorer og overvågede andre aspekter af det sociale og politiske liv. Gennem censorerne kunne patricierne fastholde deres dominans over plebejerne.

### Plebejere
Plebejere udgjorde underklassen i Rom. De var typisk arbejdere og bønder, der hovedsageligt arbejdede på jord ejet af patricierne (overklassen). Selvom nogle plebejere ejede små jordlodder, var dette sjældent før det 2. århundrede f.Kr. Plebejere var ofte bundet til patriciere gennem et system kaldet clientela protektionssystem,. Dette var et protektionssystem, hvor plebejere hjalp deres patroner i krig. Til gengæld kunne de håbe på at hæve deres sociale status, skaffe medgift eller løsesum ved fangetagelse. I 450 f.Kr. blev det forbudt for plebejere at gifte sig med patriciere. Dette forbud blev dog ophævet fem år senere i 445 f.Kr. af en folkevalgt repræsentant for plebejernes interesser (en plebejertribun). I 444 f.Kr. blev embedet som militærtribun med konsulære beføjelser oprettet. De plebejere, der havde besiddet dette embede, var efterfølgende (en embedsperiode på ét år) berettiget til at blive medlemmer af Senatet. For det meste forblev plebejere dog generelt afhængige af de højere sociale klasser gennem størstedelen af Romerrigets eksistens.

## Ejendomsbaserede klasser
Det romerske samfund var også opdelt baseret på ejendom i Centurie-forsamlingen (Comitia Centuriata). Senere i republikken blev medlemskabet af senatorklassen ligeledes baseret på ejendom. Senatorklassen havde den højeste ejendomstærskel. Centurieforsamlingen var ansvarlig for at erklære krig, for at vælge magistrater med imperium og for at prøve udvalgte sager (juridisk).
I den romerske hær kunne kun romere, der var velhavende nok til at købe deres eget udstyr, tjene. Det gjaldt både for patriciere (overklassen) og plebejer (underklassen). Så længe en borger havde råd til udrustning kunne han tjene som soldat. Centurie-forsamlingen, der var en af folkeforsamlingerne i Rom, var opdelt i grupper baseret på borgernes velstand og deres evne til at stille med egen udrustning og våben.
| Klasse                     | Centuries / Stemmer | Folketællings ejendom | Udstyr                                 |
| -------------------------- | ------------------- | --------------------- | -------------------------------------- |
| Riddere (equites)          | 18                  |                       | Hest, fuld rustning, forskellige våben |
| Klasse I                   | 80                  | 100.000 As            | Fuld rustning, nogle våben             |
| Klasse II                  | 20                  | 75.000 As             | Næsten fuld rustning, nogle våben      |
| Klasse III                 | 20                  | 50.000 As             | Nogle rustninger, få våben             |
| Klasse IV                  | 20                  | 25.000 As             | Lille rustning, få våben               |
| Klasse V                   | 30                  | 11.000 As             | Ingen rustning, enkelt våben           |
| Proletariatet              | 5                   |                       | Ingen                                  |
| Samlet centuries / stemmer | 193                 |                       |                                        |

Ridderne (equites) og Klasse I havde tilsammen 98 stemmer i Centurie-forsamlingen. Disse to klasser havde derfor tilsammen flere stemmer end de øvrige (lavere) klasser, der kun havde 95 stemmer. Dette system fungerede som en måde, hvorpå de velhavende klasser kunne bevare kontrollen over både hæren og sociale liv.

## Kønsbaserede klasser

### Pater Familias
Det romerske samfund var patriarkalsk i ordets reneste forstand. Den mandlige husholdningsoverhoved, kendt som pater familias, havde særlige juridiske beføjelser og privilegier. Disse inkluderede patria potestas, der gav ham jurisdiktion over alle medlemmer af hans familia (huset). Fædrene var ansvarlige for at uddanne deres sønner. Voksne sønner ville ofte gifte sig og fortsætte med at bo i familiens husholdning under deres pater familias, indtil deres far døde, og de selv overtog rollen som pater familias. Pater familias kunne også udføre en ceremoni kaldet emancipatio (frigivelse) for at frigøre sin søn fra hans myndighed. Dette ritual skulle gentages tre gange for at give sønnen sin egen juridiske myndighed, frigjort fra faderens kontrol (pater familias).

### Kvinder
Fritfødte kvinder i antikkens Rom var romerske borgere (cives), men kunne hverken stemme eller besidde politiske embeder. Kvinder befandt sig under den ufravigelige kontrol af deres pater familias, som enten var deres far, mand eller nogle gange deres ældste bror. Kvinder og deres børn sociale status afhang af deres pater familias' position. Kvinder var udelukket fra den politiske sfære og havde generelt minimal indflydelse uden for hjemmet. Dog havde kvinder fra velhavende familier mere politisk magt end fattige kvinder. De kunne nemlig udøve indflydelse bag kulissen i forbindelse med offentlige, politiske handlinger.
Der fandtes tre tidlige former for ægteskab, der alle overførte en romersk kvinde fra en pater familias (familiens overhoved) til en anden. Den første, kaldet coemptio, lignede mest et køb af bruden. Denne ældste form krævede fem vidner og en embedsmand og blev betragtet som en forretningsaftale. Den anden, kaldet usus, fandt sted efter et års samliv mellem en mand og en kvinde. Hvis kvinden ikke forlod manden i tre sammenhængende nætter efter det år, blev hun mandens ejendom, og han blev hendes pater familias. Hvis kvinden derimod forlod ham inden de tre nætter var gået, vendte hun tilbage til sin familie. Forholdet ville stadig være gyldigt, men manden ville ikke blive hendes pater familias. Den tredje form for ægteskab, kaldet confarreatio , var den tætteste på moderne ægteskab. Confarreatio var en religiøs ceremoni, hvor bruden og brudgommen delte brød foran religiøse embedsmænd og andre vidner.
Hen mod slutningen af det 2. århundrede e.Kr. blev ægteskaber sine manu den gængse form for ægteskab. I denne type ægteskab faldt kvinderne ikke under deres nye ægtemænds eller fædres juridiske myndighed. De beholdt kontrollen over deres egen ejendom (typisk deres medgift) efter farens død. Mænd skulle dog stadig underskrive dokumenter på deres koners vegne, men nu fandtes der to separate økonomiske enheder i ægteskabet. Derudover kunne både mand og kvinde indlede en skilsmisse, ofte ved at sige "jeg skiller mig fra dig" tre gange foran vidner.]
I den juridiske tekst fremgår det tydeligt, at en moders juridiske status som borger påvirkede hendes søns borgerskab. Udtrykket ex duobus civibus Romanis natos ("børn født af to romerske statsborgere") understreger dette. Det angiver, at en romersk kvinde blev betragtet som værende borger, i direkte modsætning til en peregrina (en udlænding).

## Slaveri og frigivne personer

### Slaver
Slaver (servi) var ikke borgere og havde færre rettigheder end selv frie, men udenlandske, personer. De blev betragtet som ejendom og kunne købes og sælges ligesom andre varer i Rom. Slaver stammede ofte fra gældnere eller krigsfanger, særligt kvinder og børn taget til fange under belejringer og andre felttog i Grækenland, Italien, Hispania og Karthago. I den sene republik og kejserperioden kom en større del af slaverne fra nyligt erobrede områder såsom Gallien, Britannien, Nordafrika og Lilleasien. Roms erobring af Grækenland førte til mange nye slaver, men græsk kultur blev faktisk anset som overlegen i forhold til den romerske kultur. Dette understreges i Horats' berømte bemærkning Graecia capta ferum victorem cepit ("Det erobrede Grækenland erobrede sin vilde erobrer"). Den romerske dramatiker Terence menes at være blevet bragt til Rom som slave. Slaveri blev således set som en følge af fødsel, uheld eller krig. Det blev defineret af juridisk status – rettere mangel på samme – og var hverken begrænset til eller defineret af etnicitet eller race, ej heller betragtet som en uundgåelig permanent tilstand. Slaveri var mere udbredt i antikkens Rom end noget andet sted i den antikke verden, bortset fra Grækenland.
Slaver, der manglede færdigheder eller uddannelse, udførte landbrugsarbejde eller andre former for manuelt arbejde. Landbrugsarbejde var den mest almindelige form for slavearbejde. Slaver, der var voldelige eller ulydige, eller som på anden vis blev betragtet som en fare for samfundet, kunne blive dømt til arbejde i minerne under inhumane forhold. Slaveejere kunne returnere deres slaver og få pengene tilbage, hvis de viste sig at være defekte, eller hvis sælgeren havde skjult noget, der påvirkede slavens produktivitet. Syge eller defekte slaver blev ofte solgt for meget lidt, hvis de overhovedet blev solgt. Ejere kunne lejlighedsvis frigive syge eller ældre slaver for at spare penge, hvis de ikke kunne indbringe en høj pris ved salg. Det var simpelthen billigere end at brødføde og huse en slave, der ikke var til gavn. Da slaver juridisk set var ejendom, kunne de til enhver tid bortskaffes af deres ejere.
Alle børn født af kvindelige slaver var selv slaver. Slaver, der havde uddannelse eller færdigheder nok til at forsørge sig selv, blev ofte frigjort (manumitteret) ved deres ejers død, hvis det stod i testamentet. Slaver, der udførte forretninger for deres herrer, fik lov til at tjene og spare penge op. Nogle slaver kunne muligvis selv købe deres frihed, mens andre – omend sjældnere – fik friheden foræret af deres ejere.

### Frigivne
Frigivne (liberti) var frigivne slaver, der, når de var blevet frigivet, blev fulde romerske statsborgere – men de blev ikke anset for at være ligestillede med andre borgere på grund af deres tidligere status som slaver eller deres afstamning fra tidligere slaver. De havnede derfor typisk blandt plebejerne i underklassen. Først efter nogle generationer kunne efterkommere af tidligere slaver langsomt stige i graderne i samfundshierarkiet (nogle blev endda equites eller senatorer). Status for liberti udviklede sig gennem republikken i takt med, at deres antal steg. Gennem militærtjeneste og andre forretninger, såsom håndværk og handel, opbyggede frigivne slave ofte store formuer i den sene republik. På trods af velstanden hos mange liberti forblev størstedelen af dem plebejer i løbet af hele den romerske oldtid og arbejdede som landmænd eller håndværkere.

## Ikke-romerske borgere

### Latinerret
Latinerret (jus Latii) var rettighederne givet til Roms latinske allierede og latinske kolonier.

#### Gamle latinerret
Latinske allierede fik en række privilegier i forhold til andre allierede byer i Romerriget. Disse rettigheder omfattede:
- Ægteskab og handel: De kunne indgå ægteskaber, drive forretning og indgå kontrakter på lige fod med romerske borgere.[10]
- Flytning: De havde ret til at flytte fra deres latinske by til Rom (og vice versa).[10]
- Børn af blandede ægteskaber: Før år 338 f.Kr. kunne børn af fulde romerske borgere og latinske mødre arve deres faders romerske ejendom og statsborgerskab gennem Det Latinske Forbund.[10]

Latinere med disse rettigheder befandt sig altså på en højere social rangstige end andre allierede, der ikke var fulde romerske borgere.

#### Latinerret efter 338 f.Kr
Efter Latinerkrigen i 338 f.Kr. fik borgerne i fem latinske byer (Aricia, Lanuvium, Pedum, Nomentum og Antium) fuldt romersk statsborgerskab.
Resten af de latinske allierede fik derimod et begrænset romersk statsborgerskab, benævnt "Gamle Latinerret". Disse rettigheder omfattede privilegier, men de latinske statsborgere fik hverken stemmeret eller ret til at eje romersk ejendom, medmindre de flyttede permanent til Rom.

### Peregrini
Frie, men ikke-romerske undersåtter i Romerriget blev kaldt peregrini. De levede efter de love, der var gældende i deres provins på tidspunktet, hvor de blev erobret af Rom. Først under kejser Augustus (27 f.Kr. – 14 e.Kr.) blev det muligt for peregrini at blive romerske borgere. De kunne opnå dette gennem tjeneste i den romerske hær eller i byrådet i deres provins. Borgerskabet var arveligt, hvilket betød, at børn af peregrini, der havde opnået at blive romersk borgere, også blev født som romerske borgere. Forskellen mellem romerske borgere og peregrini fortsatte dog helt frem til år 212 e.Kr. Her udstedte kejser Caracalla (211 e.Kr. - 217 e.Kr.) Antoninus-forordningen, der gav fuldt romersk borgerskab til alle frie mænd i Romerriget.

## Eksterne links
- Wikimedia Commons har flere filer relateret til Sociale klasser i antikkens Rom